# Sent Estefe de Pueicorbier
Sent Estefe de Puei Corbier (en francès Saint-Étienne-de-Puycorbier) és un municipi francès situat al departament de la Dordonya i a la regió de la Nova Aquitània.

## Demografia
| 1962                                       | 1968 | 1975 | 1982 | 1990 | 1999 | 2007 |
| ------------------------------------------ | ---- | ---- | ---- | ---- | ---- | ---- |
| 151                                        | 124  | 99   | 117  | 118  | 113  | 102  |
| Des de 1962: població sense dobles comptes |      |      |      |      |      |      |

## Administració
| Període   | Identitat       | Partit |
| --------- | --------------- | ------ |
| 1995-2008 | Guy Dumas       | PCF    |
| 2008-     | Daniel Tournier |        |